# Liste des routes d'État de l'Uttar Pradesh

Ce sont des routes d'État ayant le logo ci après et l'abréviation SH.

L'État de l'Uttar Pradesh dispose de deux réseaux routiers principaux : il a 35 routes nationales mesurant 4 635 km et 83 routes d'État d’une longueur de 8 432 km qui sont listées ci-dessous.

## Liste des routes d'État de l'Uttar Pradesh
| №   | Route                                               | District                                                                               | Longueur totale (en km) |
| --- | --------------------------------------------------- | -------------------------------------------------------------------------------------- | ----------------------- |
| 1   | Sonauli Nautanwa Gorakhpur Deoria Balia             | Maharajganj, Gorakhpur, Dewaria, Balia.                                                | 154,12                  |
| 1A  | Farenda- Naugarh-Basti-Shrivasti                    | Maharajganj, Sidharthanagar, Balrampur, Gonda                                          | 229.55                  |
| 1B  | Sikandarpur Basdih Rewati-Bairia-Lalganj            | Balia                                                                                  | 67.79                   |
| 5   | Lumbani-Duddhi                                      | Sidharthanagar, Basti, Ambedakarnagar, Jaunpur, Sant Ravidasnagar, Mirzapur, Sonbhadra | 351.34                  |
| 5A  | Varanasi-Shaktinagar                                | Mirzapur, Sonbhadra                                                                    | 135.47                  |
| 7   | Allahabad-Gorakhpur-                                | Allahabad, Jaunpur                                                                     | 106.56                  |
| 9   | Utaraula-Faizabad-Allahabad                         |                                                                                        | 74.23                   |
| 9A  | Akabarpur-Mahrua-Katka                              |                                                                                        | 44.65                   |
| 12  | Panipat-Khatima                                     | Muzaffarnagar, Bijnor                                                                  | 146.98                  |
| 12A | Muzaffarnagar-Jansath-Mirapur                       | Muzaffarnagar                                                                          | 28.30                   |
| 13  | Bahraich-Barabanki-Haidargarh-Fatehpur-Banda        |                                                                                        | 228.20                  |
| 14  | Garhamukteshwar-Meerut-Bagapat-Sonipat              |                                                                                        | 90.42                   |
| 15  | Faizabad-Raibareli                                  |                                                                                        | 108.40                  |
| 17  | Kanpur-Hamirpur-Sagar (Madhya Pradesh)              |                                                                                        | 4.89                    |
| 18  | Meerut-Badaun                                       |                                                                                        | 172.66                  |
| 21  | Bilaraya-Lakhimpur-Sitapur-Panwari                  |                                                                                        | 385.46                  |
| 22  | Delhi-Kanpur                                        |                                                                                        | 4.90                    |
| 22A | Palawal-Tappal                                      | Aligarh                                                                                | 65.25                   |
| 25  | Paliya-Lucknow                                      |                                                                                        | 265.50                  |
| 26  | Pilibhit-Bahraich-Basti                             |                                                                                        | 402.03                  |
| 29  | Leepulekha-Pilibhit-Shahjahanpur-Etawa              |                                                                                        | 214.87                  |
| 29A |                                                     |                                                                                        |                         |
| 30  |                                                     |                                                                                        |                         |
| 31  | Relie la NH 28 et la NH 56                          |                                                                                        |                         |
| 32  |                                                     |                                                                                        |                         |
| 33  | Bareilly Badaun Road                                |                                                                                        | 45                      |
| 34  |                                                     |                                                                                        |                         |
| 35  |                                                     |                                                                                        |                         |
| 36  |                                                     |                                                                                        |                         |
| 37  | Bareilly Baheri Kichchha Road (Nainital Road)       | Bareilly, Baheri                                                                       | 64                      |
| 38  |                                                     |                                                                                        |                         |
| 39  |                                                     |                                                                                        |                         |
| 40  |                                                     |                                                                                        |                         |
| 41  |                                                     |                                                                                        |                         |
| 42  | Hamirpur - Gursarai -Jhansi                         | Hamirpur                                                                               |                         |
| 43  |                                                     |                                                                                        |                         |
| 44  |                                                     |                                                                                        |                         |
| 51  |                                                     |                                                                                        |                         |
| 57  | Delhi-Baghpat-Shamli-Saharanpur-Behat-Yamunotri     | Delhi                                                                                  | 206                     |
| 58  | Kanpur–Unnao                                        |                                                                                        |                         |
| 73  | Varanasi–Azamgarh                                   | Varanasi                                                                               | 78                      |
| 77  | Nahataur-Nurpur-Amaroha-Joya                        |                                                                                        |                         |
| 78  | Amaroha-Kailasa-Pakwarah                            |                                                                                        |                         |
| 79  | Dewaria-Kasya-Padarauna                             |                                                                                        |                         |
| 80  | Aligarh–Mathura                                     |                                                                                        |                         |
| 81  | Gorakhpur Mahrajganj                                |                                                                                        |                         |
| 82  | Meerut–Karnal                                       |                                                                                        |                         |
| 83  | Etawah–Mainpuri                                     |                                                                                        |                         |
| 84  | Ferozabad–Shikohabad–Mainpuri                       |                                                                                        |                         |
| 85  | Etah-Shikohabad                                     |                                                                                        |                         |
| 86  | Farenda-Mahrajganj                                  |                                                                                        |                         |
| 87  | Bhadohi-Varanasi                                    |                                                                                        |                         |
| 88  | Bansi-Manhdawal-Khalilabad                          |                                                                                        |                         |
| 89  |                                                     |                                                                                        |                         |
| 90  | Lakhimpur-Bijua-Palia-Gaurifanta                    |                                                                                        |                         |
| 91  | Hamirpur-Kalpi                                      |                                                                                        |                         |
| 92  | Banda-Baberu-Kamsin-Rajapur                         |                                                                                        |                         |
| 93  | Gola-Shahjanhapur                                   | Kheri, Shahjahanpur                                                                    | 58.62                   |
| 94  | Suratganj-Rajapur-Muratganj                         | Kaushambi                                                                              | 47                      |
| 95  | Manauri-Sarai Ankil-Kaushambi                       | Kaushambi                                                                              | 36.85                   |
| 96  | Nanpara-Shankarpur-Lalpur-Hajurpur                  | Shravasti                                                                              | 16.60                   |
| 96A | Bahraich-Bhinga-Sirasiya Chaudhari Dih              | Bahraich, Shravasti                                                                    | 39.00                   |
| 97  | Jiwnathapur-Kanchanpur-Sikandarpur-Chakiya-Madhupur | Mirzapur, Chandauli                                                                    | 70.86                   |
| 98  | Kachhanwa-Bawatpur-Jamalpur                         | Varanasi                                                                               | 73.07                   |
| 99  | Tarihghat–Bara Chausa- Kumhar                       | Gazipur                                                                                | 39.60                   |
|     | Total                                               |                                                                                        | 8 432,32 km             |